# 乍得文化中心
乍得文化中心（英語：Chad Cultural Centre）位于乍得西部城市馬奧，是由乍得政府成立的机构，主要展示乍得传统文化，并进行扶持和发扬。